# Autobus-Intercity
Der Autobus-Intercity war eine Reisekategorie der polnischen Eisenbahnverkehrsunternehmen PKP Intercity. Es handelte sich dabei um eine Fernbuslinie zwischen Warschau und der litauischen Hauptstadt Wilna.
Diese Busverbindung ersetzte den bis 2004 zwischen Vilnius und Warschau verkehrenden direkten Nachtzug, wurde aber zum 1. Oktober 2011 eingestellt.